# For What It's Worth (chanson de Placebo)
Pour les articles homonymes, voir For What It's Worth.
Singles de Placebo
Meds The Never-Ending Why
For What It's Worth est une chanson du groupe de rock Placebo. Il s'agit de la quatrième piste et du premier simple officiel de l'album Battle for the Sun (le titre Battle for the Sun n'ayant pas été commercialisé). Sa première diffusion sur les ondes eut lieu le 20 avril 2009 et fut rendu disponible au téléchargement légal le 21 avril 2009 puis en CD le 1er juin 2009.
Le texte de For What It's Worth (« pour ce que ça vaut ») pose un regard fataliste et cynique sur la vie et ses situations difficiles qui sont ici prises à la légère, comme pour promouvoir un relativisme. « Pas d'amis, pas d'amour, pour ce que ça vaut... » ; ce n'est pas la peine de s'en faire car personne ne s'en soucie. Ce titre s'inscrit directement dans le thème de l'album Battle for the Sun, celui de se prendre en main pour un meilleur avenir.
Ne pas confondre ce titre avec le titre du même nom du groupe Buffalo Springfield sorti en 1967.

## Liste des titres du single
1. For What It's Worth (version originale)
2. Wouldn't It Be Good (reprise de Nik Kershaw)
3. For What It's Worth (démo)